# Santa Maria (Davao Occidental)
Santa Maria ist eine philippinische Stadtgemeinde in der Provinz Davao Occidental. Sie hat 53.671 Einwohner (Zensus 1. August 2015).

## Baranggays
Santa Maria ist politisch in 22 Baranggays unterteilt.
| - Basiawan - Buca - Cadaatan - Kidadan - Kisulad - Malalag Tubig - Mamacao - Ogpao - Poblacion - Pongpong - San Agustin | - San Antonio - San Isidro - San Juan - San Pedro - San Roque - Tanglad - Santo Niño - Santo Rosario - Datu Daligasao - Datu Intan - Kinilidan |